# Christoph Dorsch

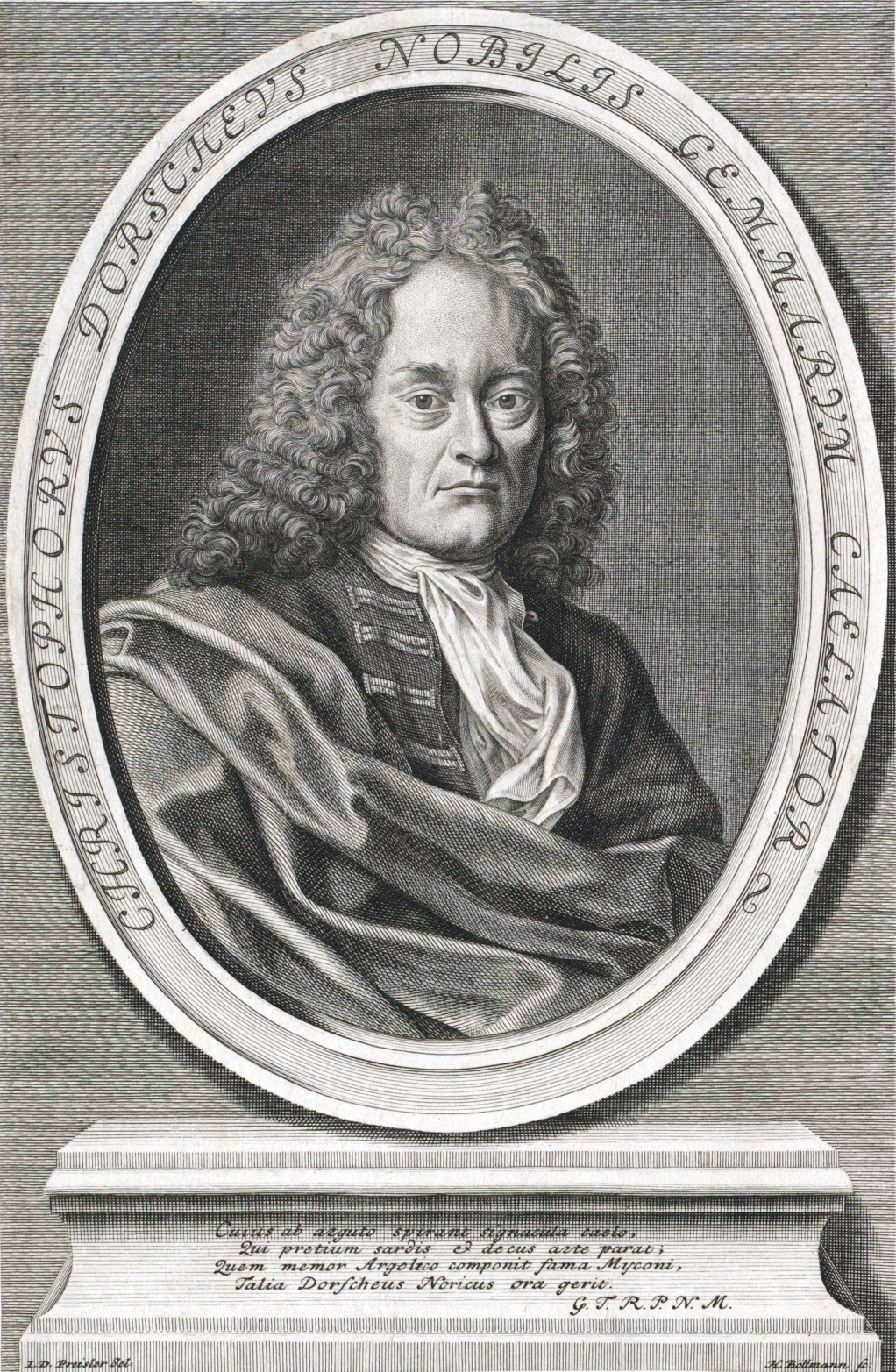
Christoph Dorsch, Stich nach Johann Daniel Preissler

Christoph Dorsch (* 10. Juli 1676 in Nürnberg; † 17. Oktober 1732) war ein deutscher Siegel-, Wappen- und Glasschneider.
Christoph Dorsch war ein Sohn von Erhard Dorsch und dessen Ehefrau Maria Catharina, geb. Müller. Er war ein berühmter Steinschneider in Nürnberg.
Seine Tochter Susanna Maria (1701–1765), in zweiter Ehe verheiratet mit dem Sohn Johann Justin (1698–1771) von Johann Daniel Preissler,  soll ihren Vater in seiner Kunst noch übertroffen haben. Auch der Sohn Paul Christoph wurde Edelsteinschneider.

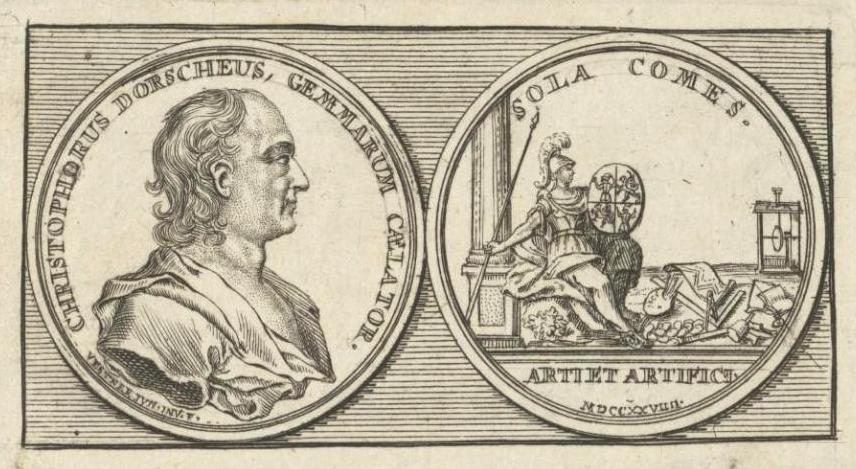
Medaille von Georg Wilhelm Vestner 1729
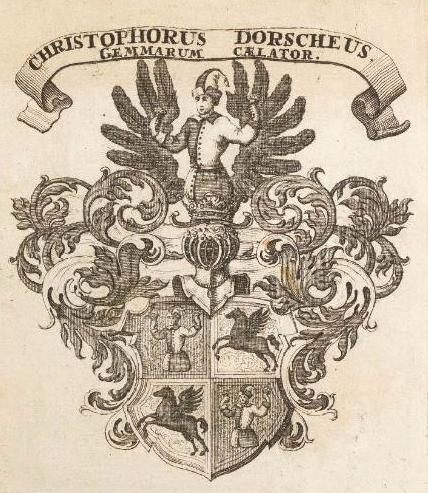
Wappen Christoph Dorsch